# Oiapoque (kommun)
Oiapoque är en kommun i Brasilien.   Den ligger i delstaten Amapá, i den norra delen av landet, 2 100 km norr om huvudstaden Brasília. Antalet invånare är 20 426.
I omgivningarna runt Oiapoque växer i huvudsak städsegrön lövskog. Trakten runt Oiapoque är nära nog obefolkad, med mindre än två invånare per kvadratkilometer.